# George Monckton-Arundell, 8. Viscount Galway

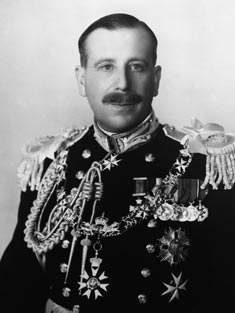
George Monckton-Arundell, 8. Viscount Galway

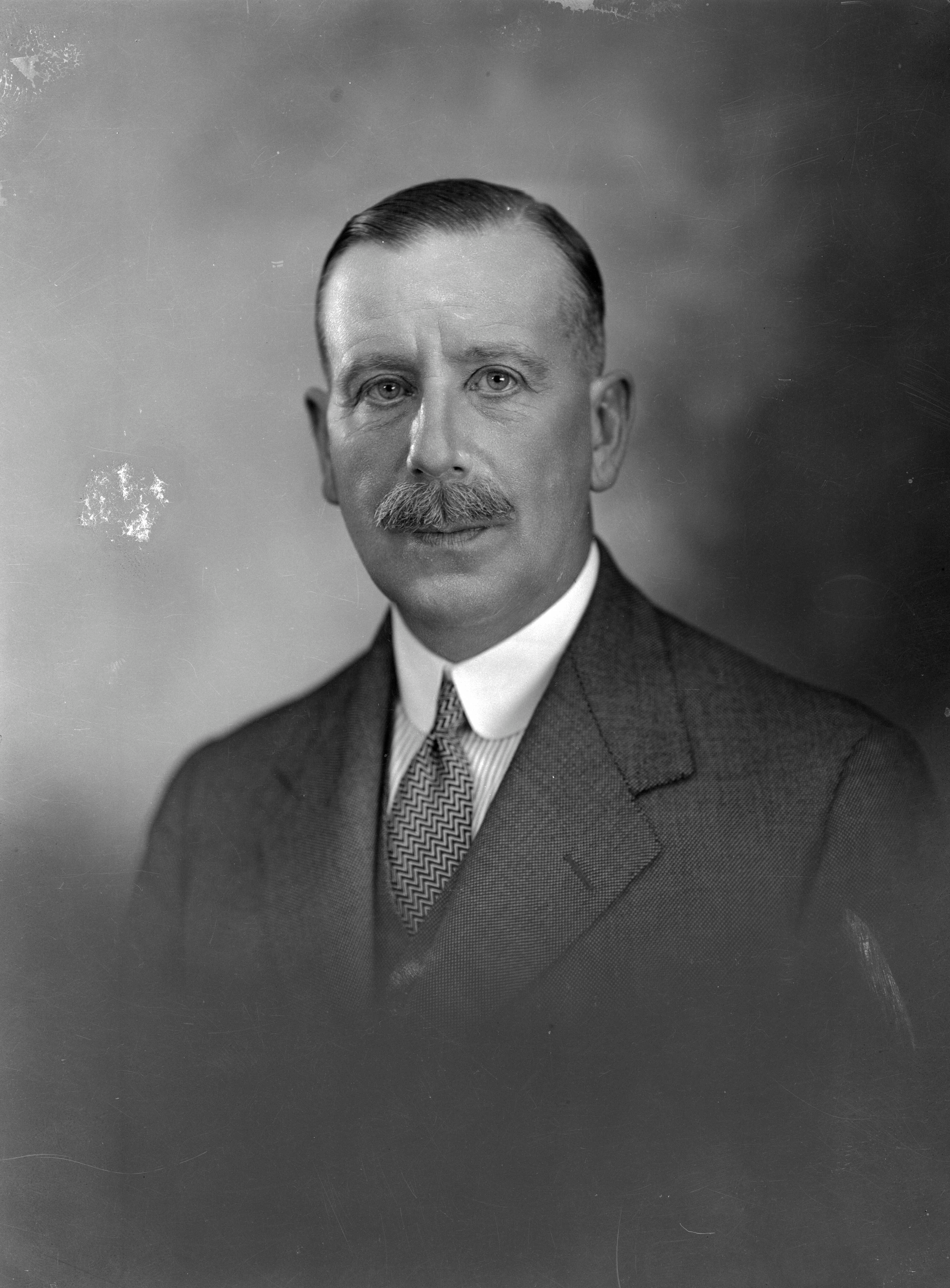
George Monckton-Arundell 1940

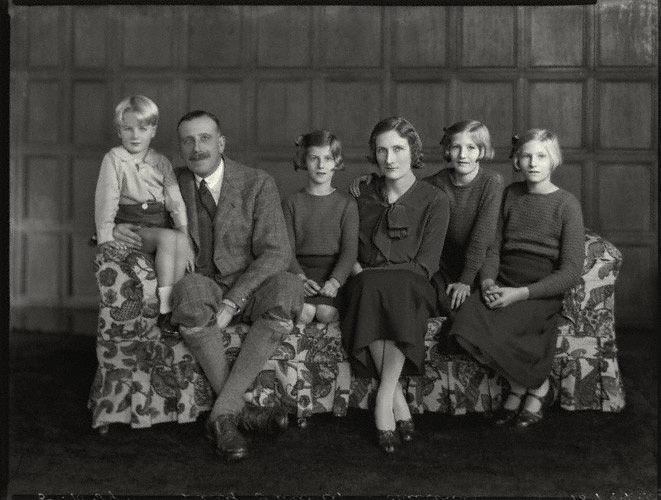
Familienfoto, von links nach rechts: Simon, George Monckton-Arundell, Isabel, Lucia, Celia und Mary

Wappen von George Monckton-Arundell, 8. Viscount Galway

George Vere Arundel Monckton-Arundell, 8. Viscount Galway GCMG DSO OBE (* 24. März 1882; † 27. März 1943 in Blyth) war ein britischer Politiker und von 1935 bis 1941 Generalgouverneur von Neuseeland und vertrat damit die Staatsoberhäupter Georg V., Eduard VIII. und Georg VI.

## Frühes Leben und Privatleben
Monckton-Arundell wurde am 24. März 1882 als Sohn von George Monckton-Arundell, 7. Viscount Galway, und Vere Gosling geboren. Er hatte eine Schwester, Violet Frances Monckton-Arundell (* 14. Mai 1880; † 24. Oktober 1930). Er erhielt seine Schulbildung zuerst an einer vorbereitenden Schule in Berkshire und besuchte von 1895 bis 1900 das Eton College und von 1900 bis 1904 das Christ Church College in Oxford. Er schloss mit dem Grad eines Master of Arts in moderner Geschichte ab.
Er heiratete 1922 Lucia Margaret White, Tochter vom Luke White, 3. Baron Annaly. Sie hatten vier Kinder: Mary Victoria Monckton (* 1924), Celia Ella Vere Monckton (1925–1997), Isabel Cynthia Monckton (* 1926) und Simon George Robert Monckton-Arundell (1929–1971).
Monckton-Arundell war Freimaurer. Während seiner Amtszeit als Generalgouverneur war er 1935–1938 Großmeister der Großloge von Neuseeland.

## Militärlaufbahn
1904 trat Monckton-Arundell den Life Guards, dem ranghöchsten Regiment der British Army, bei und erreichte den Rang eines Colonel Commandant. Im Ersten Weltkrieg war er als Adjutant general und Generalquartiermeister tätig. Von 1933 bis 1935 diente er bei der Royal Artillery. 1933 wurde er zum Colonel Commandant der Honourable Artillery Company (HAC) ernannt. 1934 trat er aus der Armee aus, um Generalgouverneur Neuseelands zu werden. Nach Ende der Amtszeit war er bis zu seinem Tode erneut in diesem Rang.

## Versuch einer Parlamentskarriere
1910 versuchte er, seinem Vater in das House of Commons zu folgen, und kandidierte erfolglos für den Sitz des Wahlbezirkes Scarborough.
Beim Tod seines Vaters im Jahr 1831 erbte er dessen Adelstitel. Im Gegensatz zu seinem irischen Titel Viscount Galway war mit seinem nachgeordneten Titel Baron Monckton of Serlby ein erblicher Sitz im House of Lords verbunden.

## Generalgouverneur Neuseelands
Viscount Galway wurde am 12. April 1935 zum Generalgouverneur Neuseelands ernannt. Anscheinend trug sein militärischer Hintergrund zu dieser Entscheidung bei. Seine Amtszeit wurde wegen des Zweiten Weltkrieges zwei Mal verlängert. Viscount Galway und seine Frau erhielten während ihrer Amtszeit zahlreiche Geschenke. Einige davon wurden anlässlich des Verkaufes des Familiensitzes Selby Hall nach Neuseeland zurückgeführt und 1980 dem Museum of New Zealand Te Papa Tongarewa gespendet.
Seine Amtszeit unter den Königen Georg V., Eduard VIII. und Georg VI. endete am 3. Februar 1941.

## Späteres Leben und Tod
Nach seiner Rückkehr nach England erhielt er das Ehrenamt des stellvertretenden Lord Lieutenant der Grafschaft Nottinghamshire unter William Cavendish-Bentinck, 7. Duke of Portland. Er starb am 27. März 1943 in Blyth im Alter von 61 Jahren. Seinen Titel erbte sein Sohn Simon.